# NGC 19
NGC 19 (ook wel PGC 759, UGC 98, MCG 5-1-46, ZWG 499.65, KAZ 18 of IRAS00080+3242) is een balkspiraalstelsel in het sterrenbeeld Andromeda.
NGC 19 werd op 20 september 1885 ontdekt door de Amerikaanse astronoom Lewis A. Swift.